# اشرف نعمان
اشرف نعمان (عربی: أشرف نعمان الفواغرة؛ زادهٔ ۲۹ ژوئیهٔ ۱۹۸۶) یک بازیکن فوتبال اهل فلسطین است.
وی همچنین در تیم ملی فوتبال فلسطین بازی کرده است.